# Champagne Cattier
Pour les articles homonymes, voir Cattier (homonymie).
Le Champagne Cattier est une maison de Champagne familiale depuis 13 générations, propriétaire de vignobles depuis 1625 et installée à Chigny-les-Roses, dans la Montagne de Reims et exploitée par la société Cattier.

## Histoire et famille

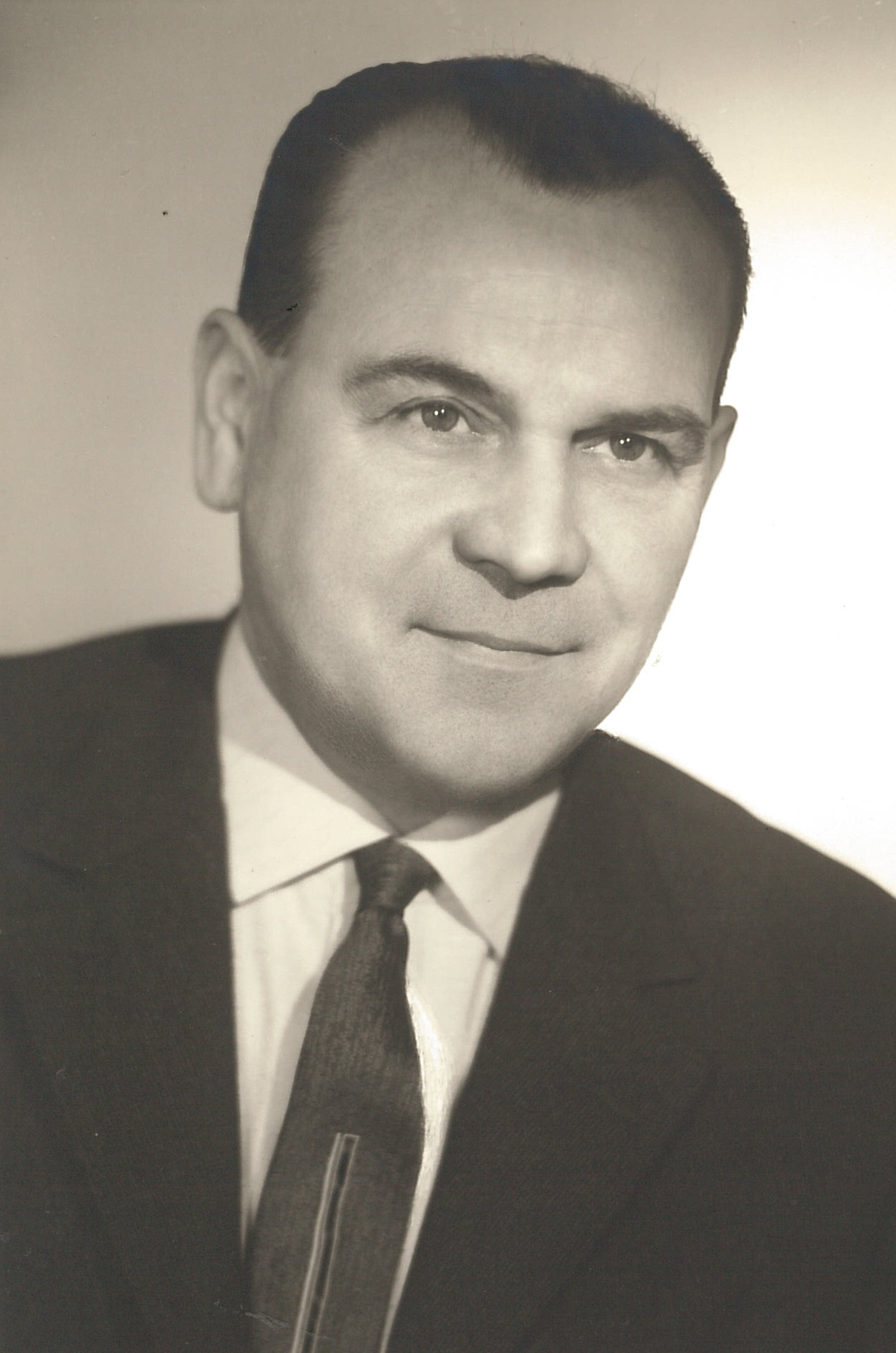
Jean Cattier - fils

La maison Cattier est propriétaire de vignoble depuis 1625 et sans doute au-delà. Elle est installée à Chigny-les-Roses, soit sur le versant nord de la montagne de Reims,.
En 1916, à la suite d'une grave blessure de guerre, Jean Cattier doit quitter le front. Il rejoint Chigny-les-Roses où sa famille cultive la vigne depuis 1625. La ville de Reims, assiégée par l’armée allemande, croule sous les obus et sera détruite à 60%. Les négociants en champagne essaient de maintenir une petite activité dans des conditions difficiles mais ne peuvent plus s’approvisionner en raisins dans le vignoble environnant. Pour ne pas perdre sa maigre récolte 1916, Jean Cattier va vinifier ses premiers raisins et produire son propre champagne dont les premières bouteilles sortiront, sous son nom, en 1918, à la fin de la guerre. 
En 1936, son fils, Jean Cattier épouse Nelly. Ils ont trois enfants, Jean-Louis, Liliane et Jean-Jacques. Ils développent leur activité et transmettent à leurs enfants leur passion et leur entreprise. Jean-Louis prend la responsabilité du vignoble au début des années 60, Liliane assure épisodiquement le secrétariat et l’accueil des clients et Jean-Jacques, œnologue, prend en charge les vinifications en 1971, puis ultérieurement assure la gestion administrative et commerciale.
En 1951, Jean Cattier acquiert le Clos du Moulin,, un des rares clos historiques de la Champagne. Il remet en état cette parcelle de 2,2 hectares dévastée par les guerres dont seule une petite partie est plantée en vignes. Il y fait sa première récolte vinifiée séparément en 1952, sa première mise en bouteilles en 1953 et ses premières commercialisations à partir de 1956. C’est, à ce titre, une des deux seules cuvées de Clos, élaborée et commercialisée en Champagne à cette époque. Cette cuvée avait été sélectionnée par la British Airways pour être proposée sur les vols du Concorde.
En 2011, Alexandre Cattier, représentant de la treizième génération, reprend l'entreprise, assisté de ses cousines Agathe et Marie, filles respectives de Liliane et Jean-Louis. Alexandre est œnologue de formation et passionné de champagne, comme son père Jean-Jacques. La Maison Cattier est toujours familiale et indépendante.

## Caves et architecture

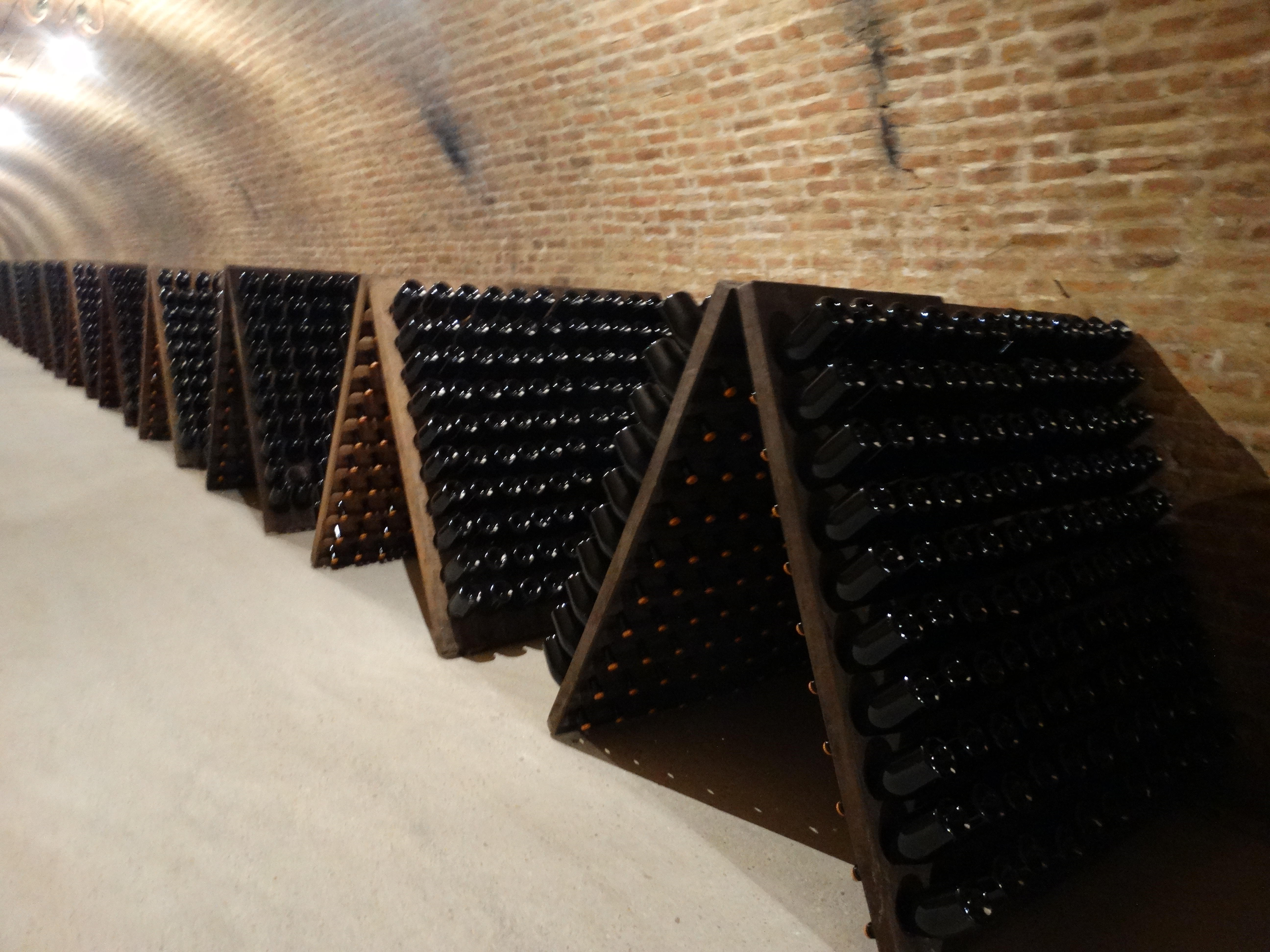
Caves Champagne Cattier

Les caves de la maison Cattier se trouvent à Rilly-la-Montagne en dessous d’une maison dont la famille Cattier est propriétaire, avec une capacité de stockage de 2 millions de bouteilles.
Ces caves font partie des plus profondes de Champagne (27 mètres). Historiquement, la profondeur des caves champenoises s’estime en nombre de marches, car il n’y avait pas de moyen technique permettant de la mesurer. Les caves de la maison Cattier sont, avec 119 marches, les plus profondes avec la Maison Vranken-Pommery Monopole qui en compte 116.
Une telle profondeur de cave permet aux champagnes de vieillir dans des conditions idéales, à température constante, et à l’abri des turbulences extérieures.
Les caves de la maison Cattier possèdent l'autre particularité d'être creusées sur trois niveaux, dont l'architecture de chacun est caractéristique d'une époque : Gothique, Roman et Renaissance.
Pendant la Seconde Guerre mondiale, les allemands stockaient des fusées V1 et V2 dans le tunnel ferroviaire reliant Reims à Épernay. Les caves Cattier servaient d’abris contre les bombardements..

## Culture des vignes
Le domaine cherche à produire des vins effervescents de qualité, par la maîtrise de l'intégralité de la production, et en particulier au niveau de la culture de la vigne.
Le champagne Cattier s'est déjà inscrit depuis une génération dans cette démarche, qui était précurseur au milieu des années 1990. Le vignoble Cattier était à l'époque certifié "Ampélos", une norme établie par des vignerons ayant la volonté de travailler la vigne tout en respectant la faune et la flore, peu reconnue dans la profession. Le Grenelle de l'environnement de 2008 a bousculé les lignes. Les institutions ont alors réagi et ont commencé à élaborer des solutions concrètes pour la viticulture. 
Est apparue en 2012, la certification "Haute Valeur Environnementale" (HVE), régie par le ministère de l'agriculture. La maison Cattier s'intéresse à ce dossier, qui impose de nouvelles contraintes, son vignoble est certifié HVE niveau 3 (niveau le plus haut) en avril 2015. 
Parallèlement à cette démarche, l’inter-profession peaufine un autre référentiel intitulé "viticulture durable". Celui-ci s'est finalisé en 2012, plus spécialement adapté à la viticulture champenoise. Le Champagne Cattier s'y est intéressé après avoir mis en place l'HVE, et a obtenu la certification de viticulture durable en 2017. 

## Cuvées
Propriétaire de vignes depuis 1625 au moins, la famille produit du champagne sous son propre nom depuis 1918,.
En 2015, la Maison Cattier commercialise près de 800 000 bouteilles, réparties entre la France (40%) et l’Export (60%). 
Elle a créé 2 cuvées spéciales:
- La cuvée Cattier "Clos du Moulin" (50 % chardonnay, 50 % pinot noir)
- Le Champagne Armand de Brignac, lancé en 2006.

Le champagne Armand de Brignac est élaboré traditionnellement (crus sélectionnés, raisins triés et faiblement pressurés, vinification partielle sous-bois, assemblages de millésimes choisis pour une qualité optimale) alors que sa présentation est moderne (bouteilles métallisées, étiquettes en étain, symbolisées d’un As de Pique). Il a été acquis par le chanteur Jay-Z,  qui a revendu la moitié de ses parts à la société Moët Hennessy distribution, du groupe LVMH,.